# Stagni di Ostia
Stagni di Ostia è un'area urbana di Roma sita nella zona di Casal Palocco e compresa tra la strada provinciale 8 bis Via Ostiense, via dei Pescatori e i canali di bonifica.

## Descrizione
L'area è compresa tra la strada provinciale 8 bis Via Ostiense e la ferrovia Roma-Lido a nord-ovest, il fosso di Dragoncello a sud-est, il canale dei Pescatori a sud e via di Castel Fusano a ovest.
È composta per lo più da piccole vie collegate alle tre vie principali che sono: via Federico Bazzini che taglia la zona da sud e da ovest, via Giuseppe Micali che taglia la zona da est, e via Agostino Chigi che taglia la zona da nord.

Fra la via dei Pescatori e via Federico Bazzini, quindi nella parte sud della zona, vi è un'area di modeste dimensioni facente parte della riserva statale naturale del litorale romano. Nell'area è presente anche il piano di zona B36 Acilia Saline che, insieme al B42 Stagni di Ostia, contribuisce alla costruzione delle prime opere di urbanizzazione del quartiere.

## Storia
In epoca romana l'area era probabilmente occupata dalle saline a servizio della colonia di Ostia e poi dal vasto stagno di levante, collegato al mar Tirreno attraverso il cosiddetto canale artificiale dei Pescatori. Dopo la bonifica del 1884 l'area fu utilizzata come area agricola, venendo poi edificata abusivamente.
Nel 1988, per un malfunzionamento dell'impianto idrovoro di Ostia Antica, l'intero comprensorio fu invaso da circa 1 metro d'acqua. Ancora oggi l'impianto idrovoro costruito durante la bonifica (che si può vedere dalla Longarina), a cui sono collegati vari canali, impedisce che la zona si allaghi.
Nell'ambito del piano di recupero delle zone O, la regolarizzazione dell'area urbanistica di Stagni di Ostia fu richiesta dal comune di Roma nel 2000, venendo approvata dalla Regione Lazio nel 2005. Al momento del recupero l'area, la cui superficie era di circa 141,36 ettari, contava circa 4050 abitanti. Alla zona è adiacente l'area della Longarina, anch'essa individuata come zona O n° 41.

## Collegamenti
|  | È raggiungibile dalla stazione Ostia Antica. |